# Hendrik Frans van Lint

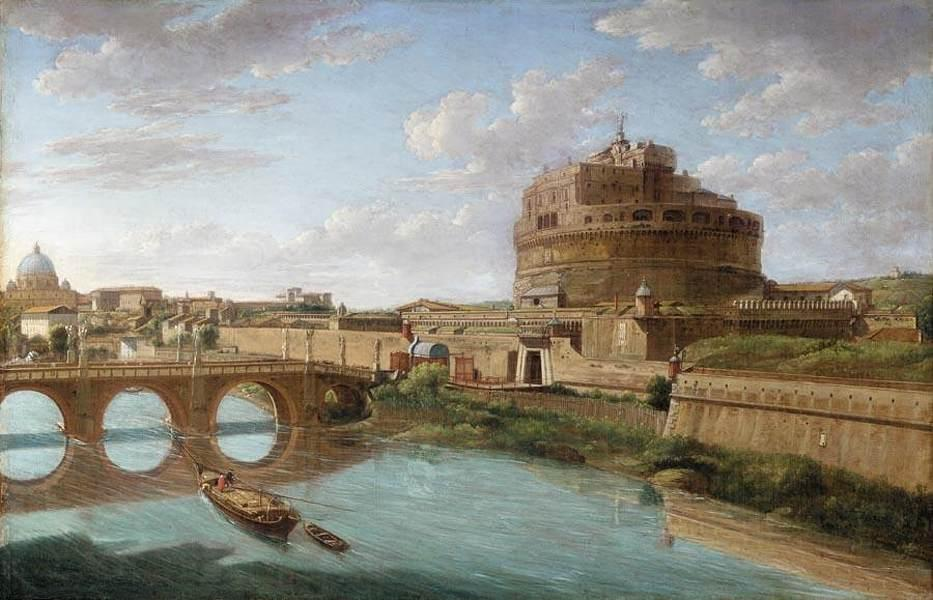
Vista del Tíber, 1734

Hendrik Frans van Lint (1684 – 24 de septiembre de 1763) fue un paisajista flamenco y pintor de vedute que formó parte del grupo de pintores flamencos y holandeses activos en Roma. Fue uno de los principales paisajistas activos en Roma en la primera mitad del siglo XVIII y entre sus patrocinadores se encontraban las antiguas familias aristocráticas de Roma, así como los viajeros europeos que visitaban la ciudad en su Grand Tour.

## Trayectoria
Hendrik Frans van Lint nació en Amberes, hijo del pintor de historia Pieter van Lint y su segunda esposa Anna Moeren (Moren o Morren). Como su padre murió cuando él tenía solo 6 años, van Lint se convirtió en 1696 en aprendiz de Peeter van Bredael, un pintor de paisajes italianos. Van Lint no se quedó para completar su aprendizaje con él, sino que se fue a Roma entre 1697 y 1700. Allí se quedaría el resto de su vida excepto por una breve visita a Amberes en 1710 después de la muerte de su madre.

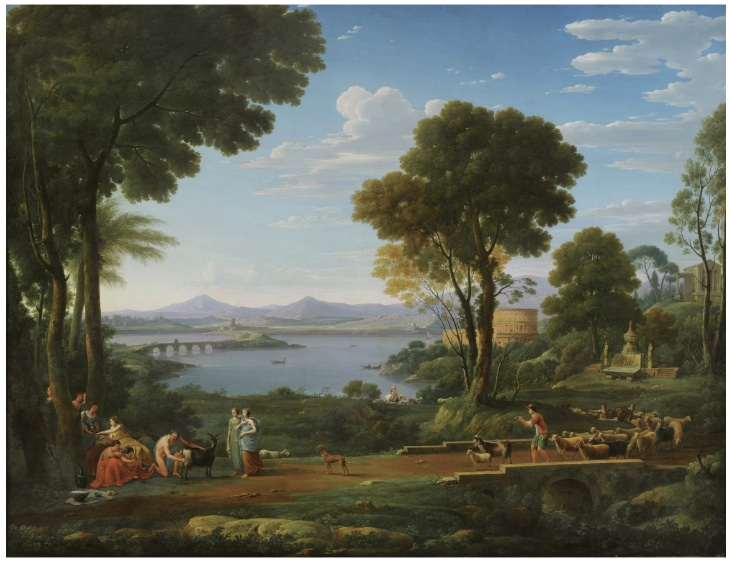
Paisaje con la crianza de Júpiter

En 1697, van Lint se unió a los Bentvueghels, una asociación de artistas principalmente holandeses y flamencos que trabajaban en Roma. Era costumbre que los Bentvueghels adoptaran un apodo atractivo, el llamado 'nombre doblado'. El nombre doblado de Van Lint era: estudio, studie (en holandés). Este apodo se le pudo haber dado por su meticulosa técnica, que se basó en un extenso trabajo preparatorio y de estudios previos. Tenía la costumbre de hacer dibujos detallados a lápiz, bolígrafo y aguada, a menudo in situ. Con frecuencia participaba en expediciones que duraban unas pocas semanas a la campiña de alrededor de Roma. En estas expediciones a veces estuvo acompañado por el pintor holandés Theodoor Wilkens.  Van Lint utilizaría sus estudios preparatorios para desarrollar composiciones a gran escala sobre lienzo y, a menudo, añadía ruinas y edificios clásicos para crear sus elaborados paisajes imaginarios.
Van Lint vivía en la vía del Babuino y se casó en 1719 con Ludovica Margarete Tassel, hija de un sastre italiano.  La pareja tuvo 10 hijos, uno de los cuales se llamó Jacob o Giacomo van Lint (Roma, 1723-1790) y también se convirtió en pintor de vedute.  Otro hijo llamado Giovanni Rocco (1736-1781) se convirtió en platero.

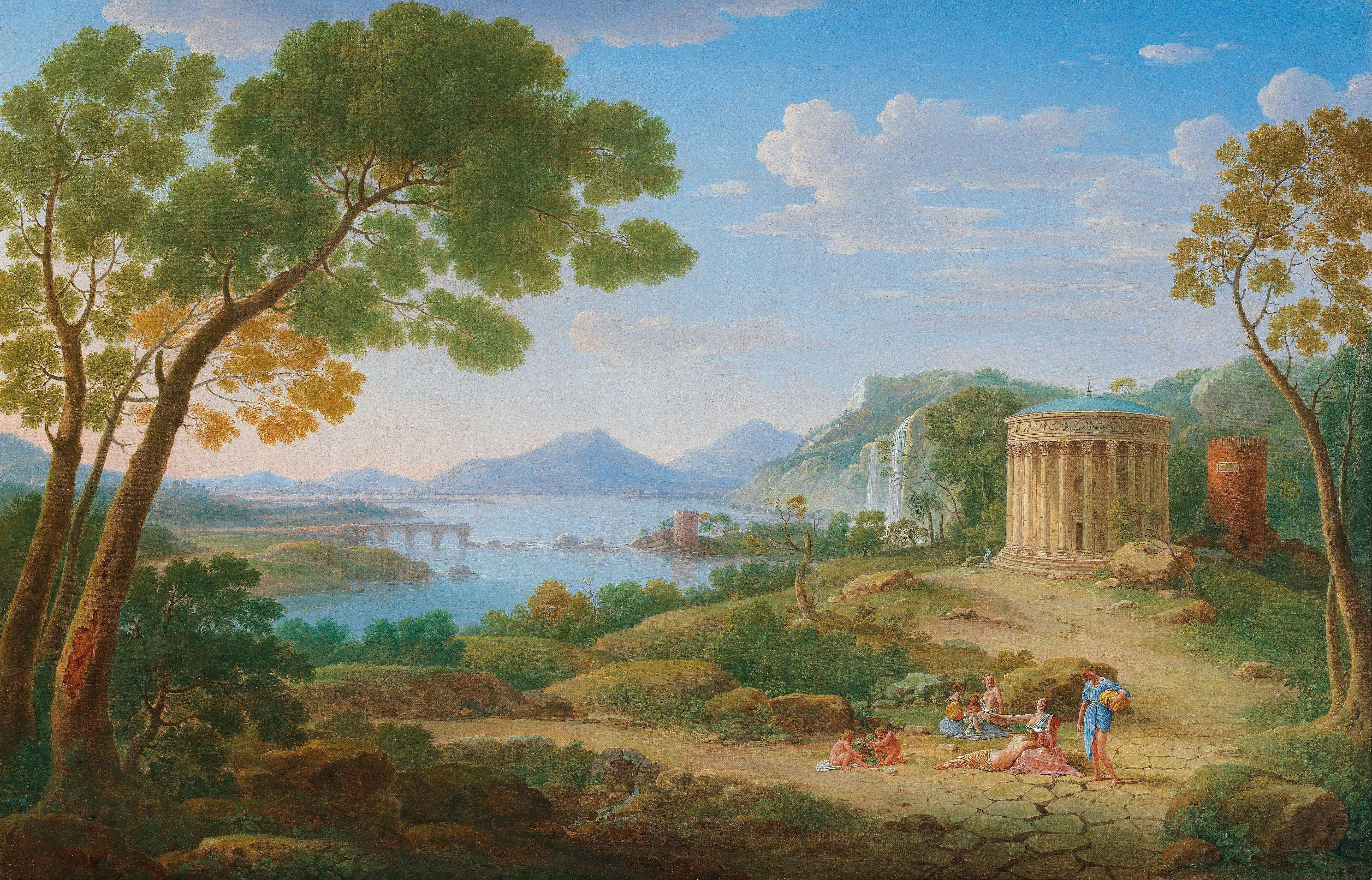
Paisaje clásico con figuras sentadas ante un tempietto

Van Lint parece haberse movido en el círculo del pintor de vedute holandés Gaspar van Wittel, conocido en Roma como 'il Vanvitelli'. Van Wittel se había establecido en Roma en 1675, donde sus vistas topográficas lo habían convertido en uno de los artistas más alabados de su generación. Van Lint posiblemente trabajó en el taller de van Wittel para ayudar al artista ya envejecido a completar sus numerosos encargos.
Van Lint tuvo una carrera de éxito y entre sus patrocinadores se encontraban visitantes eminentes de Roma y aristócratas en su Grand Tour, así como algunas de las grandes familias patricias romanas, incluidos los Altoviti, Capponi, Pamphili, Sacchetti y Soderini. A Don Lorenzo Colonna le gustaba especialmente su obra y poseía no menos de 70 paisajes del artista.
La esposa de Van Lint murió en 1744.  El mismo año se incorporó a la Congregazione Artistica dei Virtuosi del Pantheon y fue elegido su Rector en 1755. La Congregazione era una corporación de artistas que organizaba exposiciones anuales de sus propias pinturas en la verja de delante del Panteón. Probablemente Van Lint también trabajó como restaurador de imágenes.
Murió en su casa de la vía del Babuino en Roma el 24 de septiembre de 1763.

## Obra
Van Lint se especializó en paisajes que se dividen globalmente en dos categorías: paisajes idealizados de personas en la naturaleza y 'vedute', paisajes o vistas de ciudades que son principalmente de concepción topográfica. Entre sus primeras obras fechadas producidas en Roma se encuentran pinturas de 1711, incluida Vista de un monasterio en el Aventino, ahora en la colección de la Galleria Doria Pamphili.  Se ha sugerido que este fue el año en el que dejó el taller de van Wittel para emprender su propio camino.

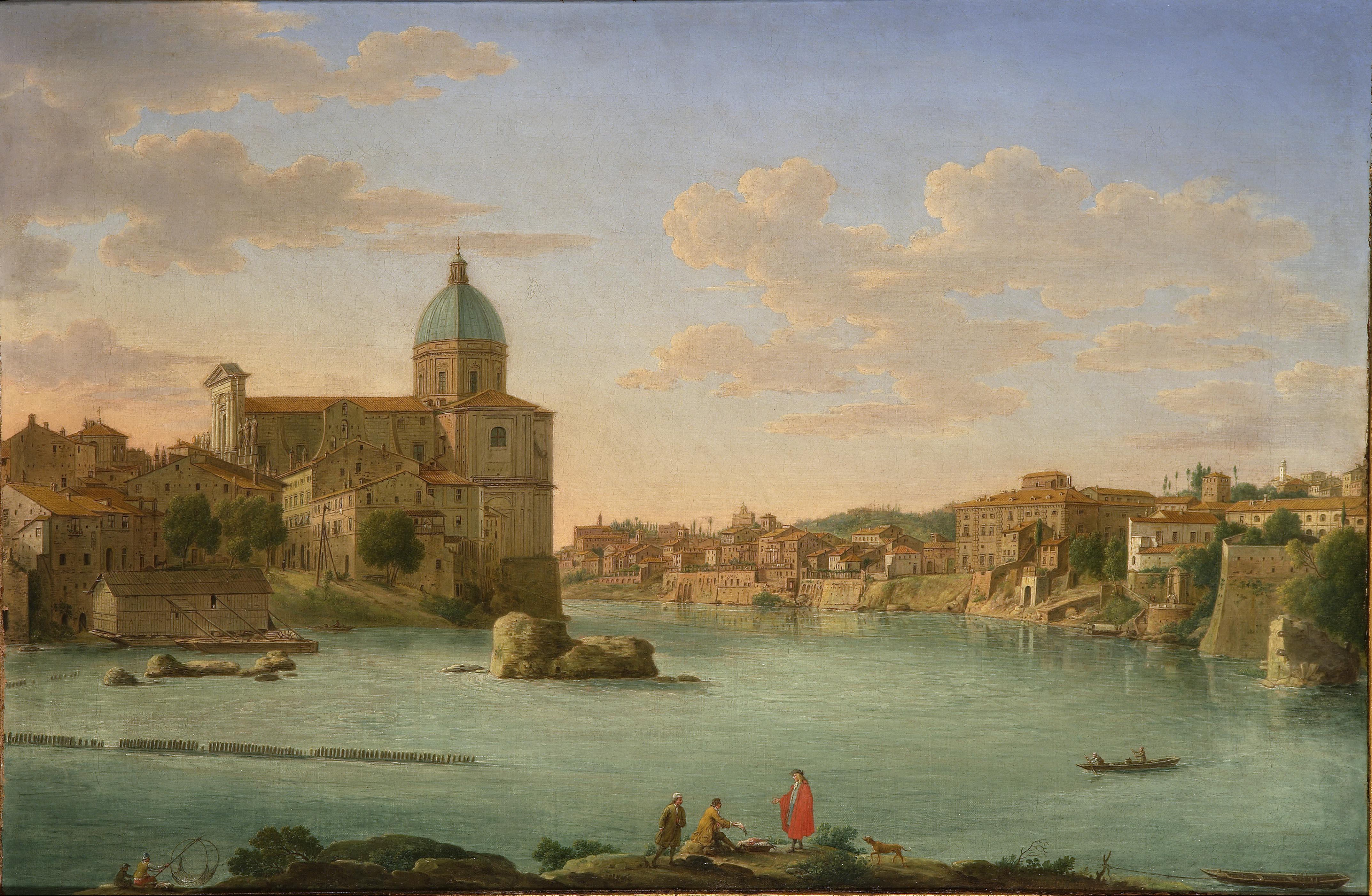
Vista de San Giovanni dei Fiorentini en Roma

Sus paisajes idealizados no siguen el estilo de sus contemporáneos y compatriotas Abraham Genoels y Jan Frans van Bloemen, quienes se especializaron en esta temática. Van Lint tomó una dirección diferente bajo la influencia de los paisajes arcadianos de Claude Lorrain.  Van Lint pudo haber estudiado las obras de Lorrain en numerosas colecciones romanas. Se ha sugerido que van Lint comenzó como copista reacio de la obra de Lorrain, cuya obra tenía una gran demanda, pero no estaba disponible en el mercado. Solo más tarde comenzó a pintar sus propias composiciones inspiradas y salpicadas de referencias tanto a Lorrain como a Nicolas Poussin.

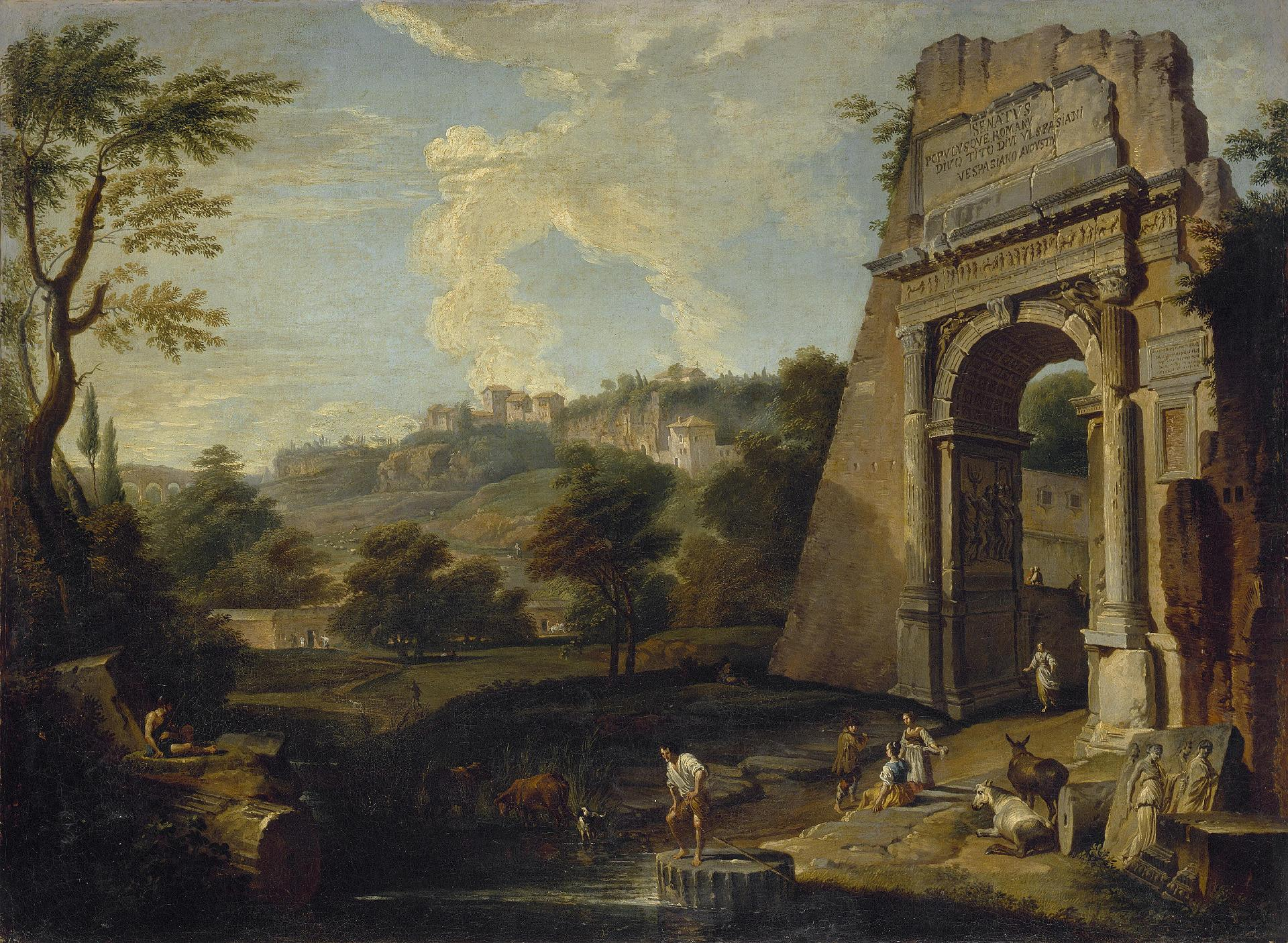
Vista del Arco de Tito y el Palatino en Roma

Un buen ejemplo de la influencia de Lorrain en sus paisajes idealizados son la pareja de cuadros titulados Paisaje con molino de agua y Figuras danzantes (La boda de Isaac y Rebeca) y Paisaje con la crianza de Júpiter (colecciones privadas). Las dos composiciones están directamente inspiradas en el monumental par de paisajes de Lorrain en la Galleria Doria Pamphilij, en Roma. En particular, la primera obra se basa directamente en el Paisaje con figuras danzantes (El molino), mientras que la segunda solo está inspirada en su diseño general por el original de Claude de la Vista de Delfos con una procesión. Van Lint no fue un seguidor servil de Lorrain, sino creador propio, como lo demuestra el hecho de que introdujo una serie de elementos que están ausentes en la obra de Claude, como el sabueso en el centro o el pastor que conduce a su rebaño por un puente. Van Lint también muestra que en el fondo es un pintor de vedute que prefería las vistas realistas al sustituir el fantástico palacio abovedado de Claude por una representación del Coliseo y un monumento que había representado en numerosas ocasiones en su vedute romano y puede estar basado en uno existente en Roma. Como Lorrain, van Lint prestó especial atención a los árboles en sus composiciones. Sus composiciones abiertas están imbuidas de silencio e invitan a la contemplación.  Se ha argumentado que van Lint adaptó el estilo de Lorrain al gusto del siglo XVIII utilizando tonos más pálidos y claros, colores más vivos y un dibujo más nítido.

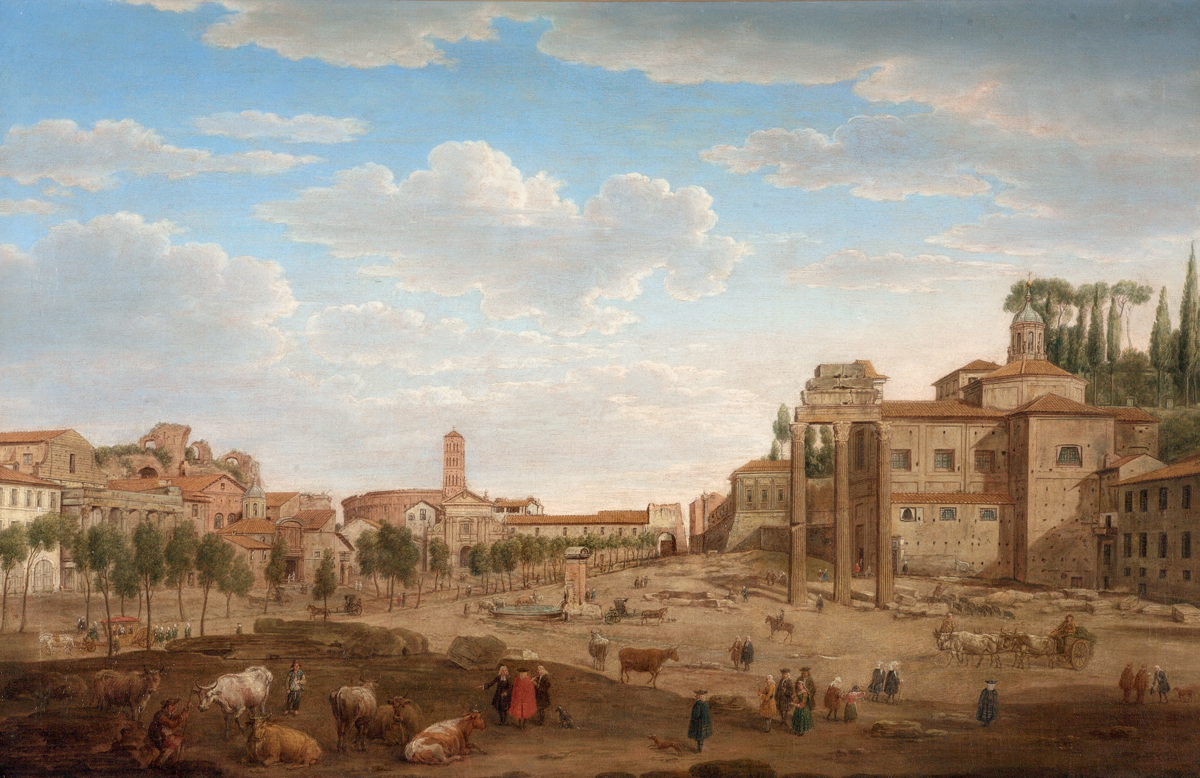
Campo Vaccino, Roma

Van Lint fue dirigido a la pintura de vedute por su experiencia trabajando para van Wittel. Sus primeras vistas topográficas (vedute dal vero) de Roma incluían amplias vistas panorámicas de la ciudad desde diferentes enfoques y ubicaciones. Finalmente, pintó todo lo que vale la pena ver en Roma, lo que resultó en muchas vistas de temas similares, como el Coliseo, el Arco de Constantino, la Pirámide de Cestio y las Termas de Diocleciano y Caracalla. Van Lint pintó muchas vistas de los puentes de Roma, que interpretó con una mezcla de naturalismo y poesía. Su aguda capacidad de observación lo hace destacar como pintor de vedute en el siglo XVIII.
Van Lint también pintó muchas vistas de los canales, cascadas y puertos de los alrededores de Roma y de más allá. Estos incluyen vistas de Nápoles y Venecia, ciudades de las que no hay una evidencia documental de que realmente viajara allí. Es probable que desarrollara estas composiciones sobre la base del tratamiento de van Wittel de temas similares.
Si bien se sabe que van Lint empleó a otros artistas como Corrado Giaquinto, Adriaen Manglard, Anton Raphael Mengs, Pierre Subleyras, Sebastiano Conca, Giuseppe Chiari y Placido Costanzi para pintar las personas en sus paisajes, a menudo también pintaba las figuras él mismo. Los únicos artistas cuyas figuras se han identificado en su obra son Pompeo Batoni y Francesco Zuccarelli. Las figuras que pintó en sus composiciones a menudo se inspiraron en las de pintores famosos del siglo XVII como Guido Reni.
Se cree que la colección de estampados de Henry Hoare en Stourhead fue coloreada a mano en un esfuerzo colaborativo de Hendrik van Lint y su hijo, Giacomo. En un catálogo de manuscritos, la coloración de estas impresiones se atribuye a un 'Sr. Estudio' que era su apodo. La técnica es consistente con las pinturas de Hendrik van Lint, pero la evidencia, incluido un comentario grabado sobre el "estudio joven", sugiere que la coloración pudo haber sido una empresa familiar.